# Mocydiopsis intermedia
Mocydiopsis intermedia är en insektsart som beskrevs av Adolf Remane 1961. Mocydiopsis intermedia ingår i släktet Mocydiopsis och familjen dvärgstritar. Inga underarter finns listade i Catalogue of Life.